# Gustave Wappers

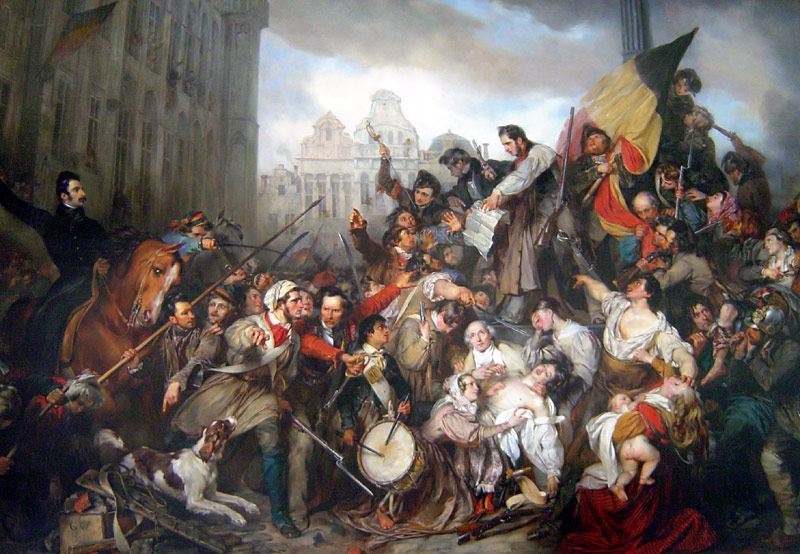
Wappers’ Episode der Belgischen Revolution 1830

Egide Charles Gustave Wappers (* 23. August 1803 in Antwerpen; † 6. Dezember 1874 in Paris) war ein belgischer Maler.

## Leben und Wirken
Seine erste künstlerische Ausbildung erhielt Wappers an der Kunstakademie seiner Heimatstadt; dort war er hauptsächlich Schüler der Maler Mathieu Ignace van Brée und Guillaume Jacques Herreyns (1743–1827). Anschließend lebte und wirkte Wappers einige Zeit in Paris um speziell durch das Kopieren der alten Meister (im Louvre) zu lernen. Nach eigenen Aussagen wurde er dabei neben anderen am meisten durch Jacob Jordaens und Peter Paul Rubens beeinflusst.
Mit 27 Jahren hatte Wappers 1830 seinen künstlerischen Durchbruch mit einem monumentalen Gemälde, das den Bürgermeister van der Werf von Leiden darstellt, wie er bei der Belagerung der Stadt durch die Spanier dem ausgehungerten Volk seinen Leichnam anbietet und es zur Sündhaftigkeit auffordert. Damit wurde Wappers zum Initiator, sich mit der Geschichte des Landes künstlerisch auseinanderzusetzen. Mit der Zeit bildete sich ein kleiner Künstlerkreis um Wappers.
1832 ernannte man Wappers zum Professor, ein Jahr später wurde er zum Ehrenmitglied (N.A. Honorary) der National Academy of Design in New York gewählt und 1840 betraute man ihn mit der Leitung der Akademie der schönen Künste in Antwerpen. Als einer seiner wichtigsten Schüler ist Lawrence Alma-Tadema zu nennen. 1845 berief König Leopold I. Wappers zum offiziellen Hofmaler. Im selben Jahr wurde er zum Mitglied der Académie royale des Sciences, des Lettres et des Beaux-Arts de Belgique gewählt. Bereits im darauffolgenden Jahr avancierte Wappers zum Präsidenten des belgischen Nationalmuseums; dieses Amt hatte er bis 1853 inne.
Anlässlich seines 44. Geburtstages erhielt Wappers durch König Leopold I. den Rang eines Barons und wurde in den persönlichen Adelsstand erhoben.
1859 ließ sich Wappers für den Rest seines Lebens als freischaffender Künstler in Paris nieder. Dort starb er im Alter von 71 Jahren am 6. Dezember 1874.

## Werke (Auswahl)
- Das Brüsseler Volk zerreißt die Proklamation des Prinzen Friedrich (1835, Nationalmuseum Brüssel)
- Die Grablegung Christi (1836, Kirche St. Michaelis zu Löwen)
- Madonna auf Wolken, von Engeln umgeben, dem Stifter des Jesuitenordens das Skapulier erteilend (Jesuitenkirche Antwerpen)
- Szene aus den Septembertagen von 1830 (Nationalmuseum Brüssel)
- Karl IX. auf die Hugenotten schießend
- Anna Boleyn, von Elisabeth Abschied nehmend
- Philipp der Schöne auf dem Sterbebett (1841)
- Camoens (1842)
- Genoveva von Brabant (1843)
- Abälard und Heloise
- Karl I. empfängt vor der Hinrichtung von einer Dame eine Rose
- Boccaccio liest der Johanna von Aragonien seinen „Decamerone“ vor
- Römische Mädchen, einem Bettler Almosen reichend
- Kinder mit einem Neufundländer Hund
- Der große Fischerzug von Antwerpen
- Die Einnahme von Rhodos durch die Türken (1845)
- Der Leichnam des Herrn auf dem Schoss der Maria (Kirche St.-Germain zu Tirlemont)
- Christoph Kolumbus
- Belgische Frauen, den Ausgang der Schlacht erwartend